# 北上都市圏
北上都市圏（きたかみとしけん）とは、岩手県北上市と花巻市の2市を中心市とする都市圏のこと。両市を双子都市と見て「北上・花巻都市圏」という呼称も用いられる。ここでは「北上都市圏」に統一する。

## 概要
北上都市圏は人口約22万人を擁し、岩手県内では盛岡都市圏（約48万人）に次ぐ規模となっている。
北上市には東北本線と北上線の分岐が、花巻市には花巻空港ならびに東北本線と釜石線の分岐があり、国道4号・東北自動車道・東北新幹線も整備されたが、長らく単なる通過点とされるだけの地位にいた。
秋田県横手盆地、そして秋田市・秋田港へと繋がる秋田自動車道の開通前段階の時期から、東北道と秋田道の結節点となる北上JCTの存在で、岩手・秋田2県にまたがる流通の重要拠点の地位を得るようになり、特に流通拠点としての開発が進められた。それに伴って、秋田道開通頃までには、内陸工業も集積するようになり、東北では仙台都市圏・郡山都市圏に次ぐ有数の流通・工業集積地に成長した。特に、自動車関連とエレクトロニクス関連産業の集積が目立つ。
当地の移出・輸出港は、太平洋側が仙台港、日本海側が秋田港である。直近の釜石港には高速道路が通じていないため利用が極端に少ないが、岩手県が釜石港の整備を進めている。今後は、秋田港からロシア・シベリア鉄道経由のロシア・西欧向け輸出の増加が期待されており、東北地方の戦略的重要工業地域として、今後も投資が集まると予想されている。
当都市圏は、その人口集積によって商業も発達してきているが、ロードサイド店舗が中心であるため、北関東と似た都市圏構造を呈している。

## 定義

### 都市雇用圏（10% 通勤圏）
北上市を中心市とする都市雇用圏（10 % 通勤圏）。人口は約19万人（2010年国勢調査基準）。
変遷
以下は、北上市を中心市とする都市雇用圏（10% 通勤圏、中心都市の DID 人口が1万人以上）の変遷である。一般的な都市圏の定義については都市圏を参照のこと。
- 10% 通勤圏に入っていない自治体は、各統計年の欄で灰色かつ「-」で示す。
- 1980年および1990年の北上都市圏の中心市は旧・北上市。
- 1995年の北上都市圏の中心市は新設合併後の新・北上市。
- 2000年の北上都市圏の中心市は、北上市と花巻市の2市。

| 自治体 ('80) | 1980年                 | 1990年                 | 1995年                 | 2000年                 | 2005年                 | 2010年                 | 自治体 （現在） |
| ------------ | ---------------------- | ---------------------- | ---------------------- | ---------------------- | ---------------------- | ---------------------- | --------------- |
| 遠野市       | -                      | -                      | -                      | -                      | -                      | -                      | 遠野市          |
| 宮守村       | -                      | -                      | -                      | 北上 都市圏 22万0258人 | -                      | -                      | 遠野市          |
| 大迫町       | -                      | -                      | -                      | 北上 都市圏 22万0258人 | 北上 都市圏 21万5745人 | 北上 都市圏 19万4576人 | 花巻市          |
| 東和町       | 花巻 都市圏 9万7389人  | 花巻 都市圏 9万8853人  | 花巻 都市圏 9万9643人  | 北上 都市圏 22万0258人 | 北上 都市圏 21万5745人 | 北上 都市圏 19万4576人 | 花巻市          |
| 石鳥谷町     | 花巻 都市圏 9万7389人  | 花巻 都市圏 9万8853人  | 花巻 都市圏 9万9643人  | 北上 都市圏 22万0258人 | 北上 都市圏 21万5745人 | 北上 都市圏 19万4576人 | 花巻市          |
| 花巻市       | 花巻 都市圏 9万7389人  | 花巻 都市圏 9万8853人  | 花巻 都市圏 9万9643人  | 北上 都市圏 22万0258人 | 北上 都市圏 21万5745人 | 北上 都市圏 19万4576人 | 花巻市          |
| 北上市       | 北上 都市圏 7万6633人  | 北上 都市圏 8万2851人  | 北上 都市圏 8万7969人  | 北上 都市圏 22万0258人 | 北上 都市圏 21万5745人 | 北上 都市圏 19万4576人 | 北上市          |
| 和賀町       | 北上 都市圏 7万6633人  | 北上 都市圏 8万2851人  | 北上 都市圏 8万7969人  | 北上 都市圏 22万0258人 | 北上 都市圏 21万5745人 | 北上 都市圏 19万4576人 | 北上市          |
| 江釣子村     | 北上 都市圏 7万6633人  | 北上 都市圏 8万2851人  | 北上 都市圏 8万7969人  | 北上 都市圏 22万0258人 | 北上 都市圏 21万5745人 | 北上 都市圏 19万4576人 | 北上市          |
| 金ケ崎町     | -                      | 水沢 都市圏 14万2279人 | 水沢 都市圏 14万3633人 | 北上 都市圏 22万0258人 | 北上 都市圏 21万5745人 | 奥州 都市圏            | 金ケ崎町        |
| 水沢市       | 水沢 都市圏 12万4722人 | 水沢 都市圏 14万2279人 | 水沢 都市圏 14万3633人 | 水沢 都市圏 13万3028人 | 水沢 都市圏 12万5216人 | 奥州 都市圏            | 奥州市          |
| 江刺市       | 水沢 都市圏 12万4722人 | 水沢 都市圏 14万2279人 | 水沢 都市圏 14万3633人 | 水沢 都市圏 13万3028人 | 水沢 都市圏 12万5216人 | 奥州 都市圏            | 奥州市          |
| 胆沢町       | 水沢 都市圏 12万4722人 | 水沢 都市圏 14万2279人 | 水沢 都市圏 14万3633人 | 水沢 都市圏 13万3028人 | 水沢 都市圏 12万5216人 | 奥州 都市圏            | 奥州市          |
| 前沢町       | 水沢 都市圏 12万4722人 | 水沢 都市圏 14万2279人 | 水沢 都市圏 14万3633人 | 水沢 都市圏 13万3028人 | 水沢 都市圏 12万5216人 | 奥州 都市圏            | 奥州市          |
| 衣川村       | -                      | -                      | 一関 都市圏 11万7414人 | 水沢 都市圏 13万3028人 | 一関 都市圏 14万9496人 | 奥州 都市圏            | 奥州市          |

- 1991年（平成3年）4月1日 - 北上市、和賀郡和賀町・江釣子村が対等合併し、北上市が新設された。
- 2005年（平成17年）10月1日 - 遠野市、上閉伊郡宮守村が対等合併し、遠野市が新設された。
- 2006年（平成18年）1月1日 - 花巻市、稗貫郡石鳥谷町・大迫町、和賀郡東和町が対等合併し、花巻市が新設された。